# Katedra Świętego Zbawiciela i św. Sebastiana w Fuldzie
Katedra Świętego Zbawiciela i św. Sebastiana w Fuldzie (niem. Fuldaer Dom) – siedziba biskupa diecezji fuldzkiej.
Katedra Świętego Zbawiciela i św. Sebastiana w Fuldzie została zbudowana w latach 1704–1712 jako kościół klasztorny opactwa w Fuldzie na fundamentach starego kościoła klasztornego z początku IX w., mieszczącego grób św. Bonifacego. Trzynawowa bazylika ma imponującą wschodnią fasadę i kopułę nad jej punktem centralnym. Relikwie świętego są pochowane w prezbiterium pod zachodnim ołtarzem głównym. Katedra jest jednym z najważniejszych zabytków Fuldy.

Katedra Świętego Zbawiciela i św. Sebastiana w Fuldzie
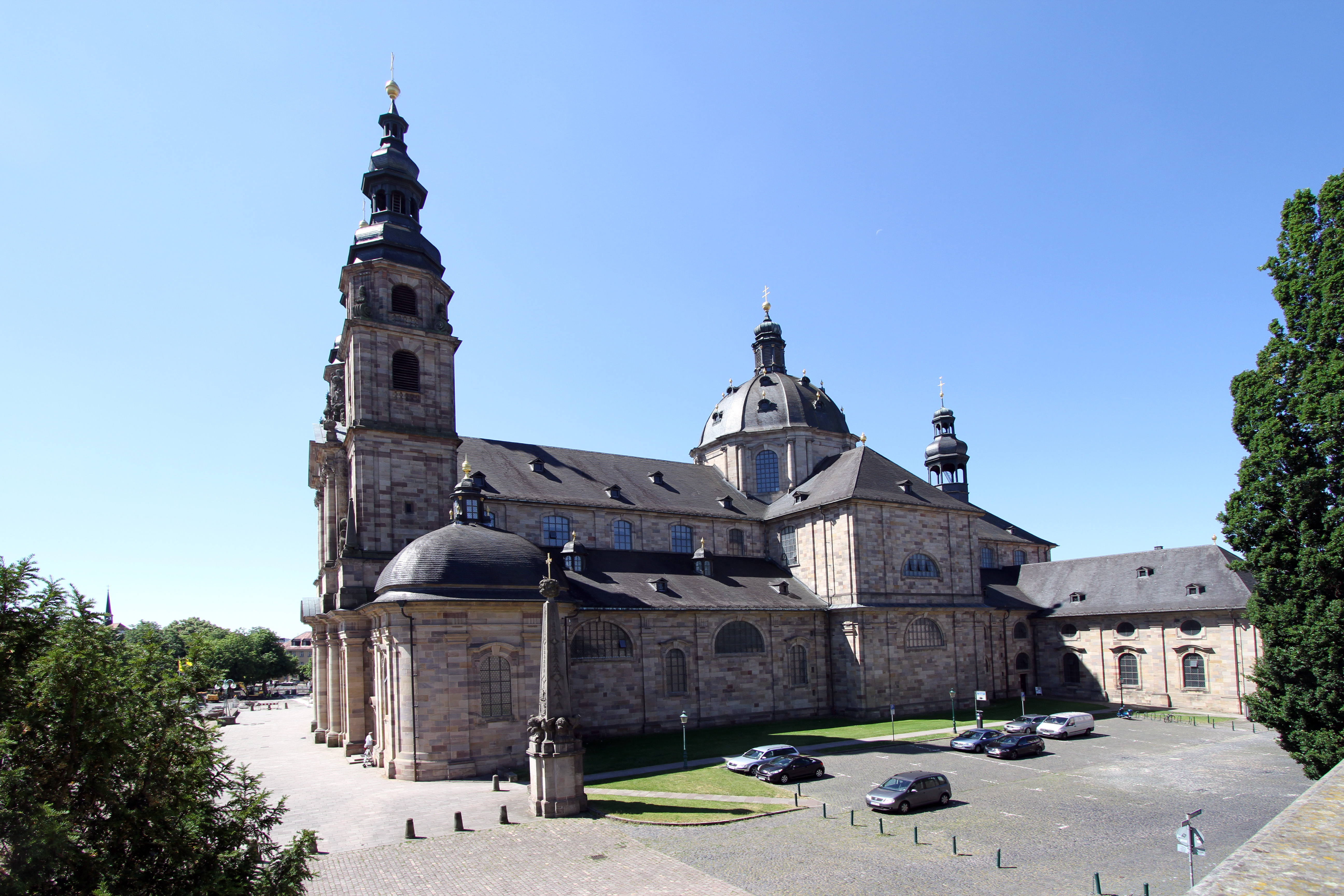
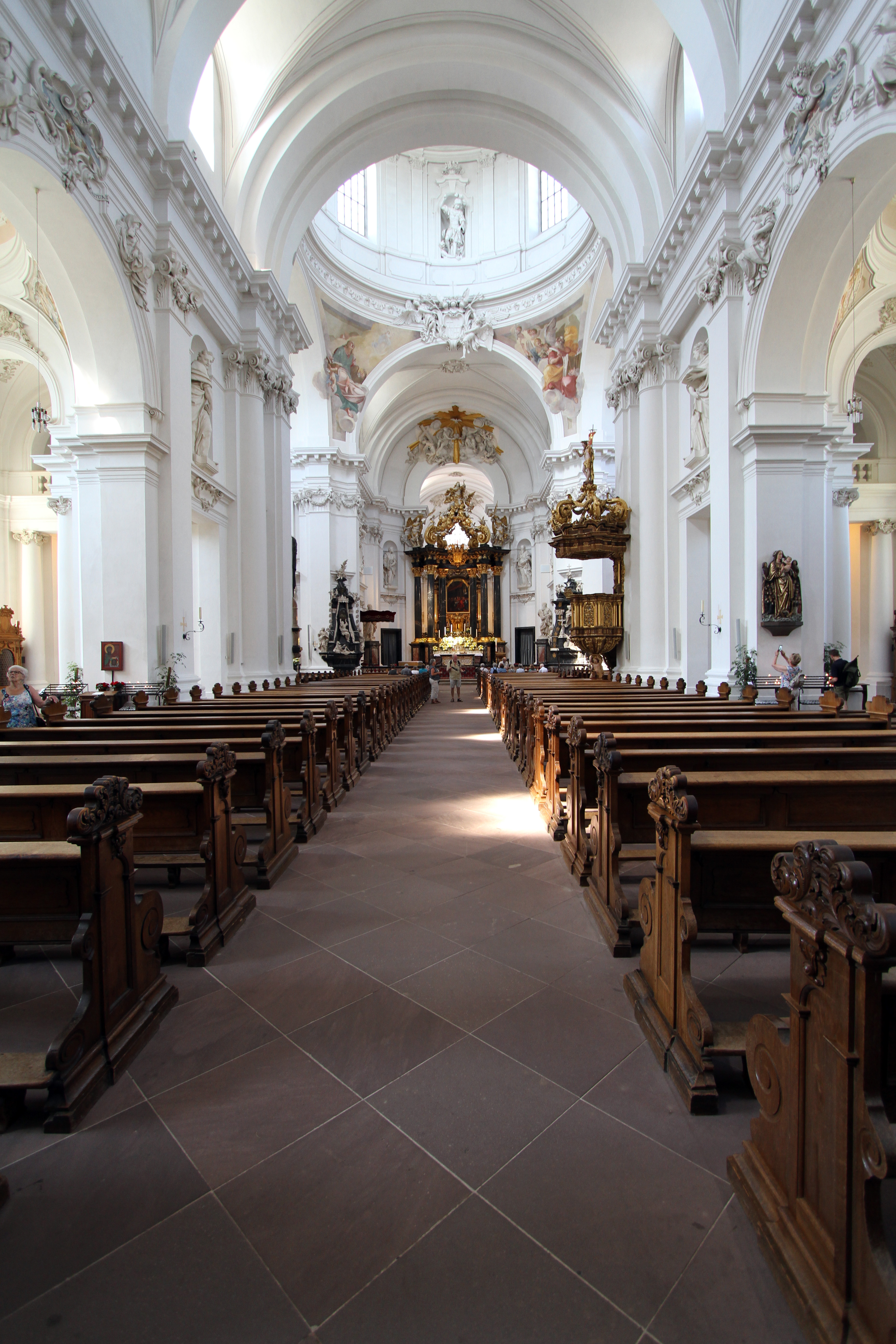
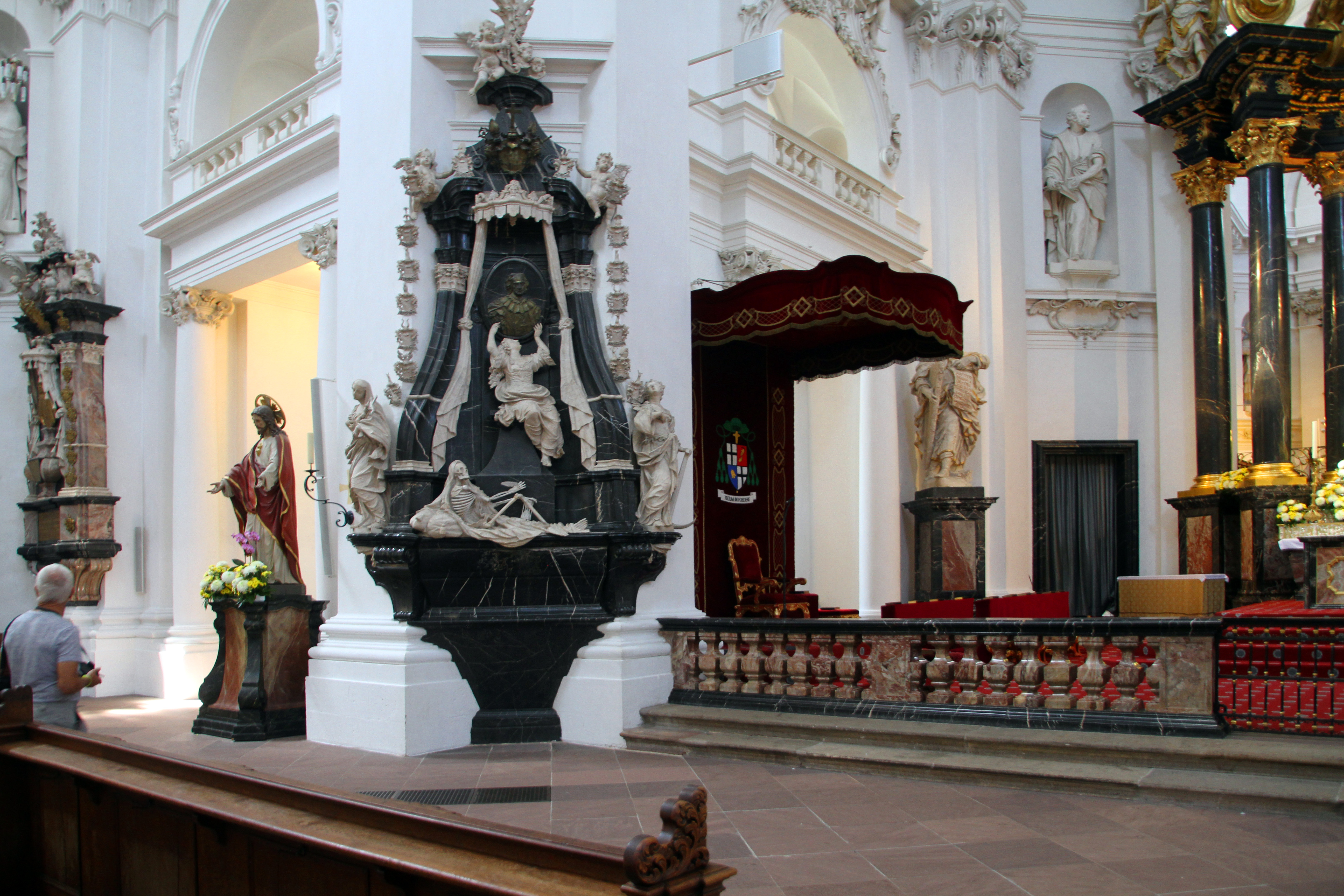
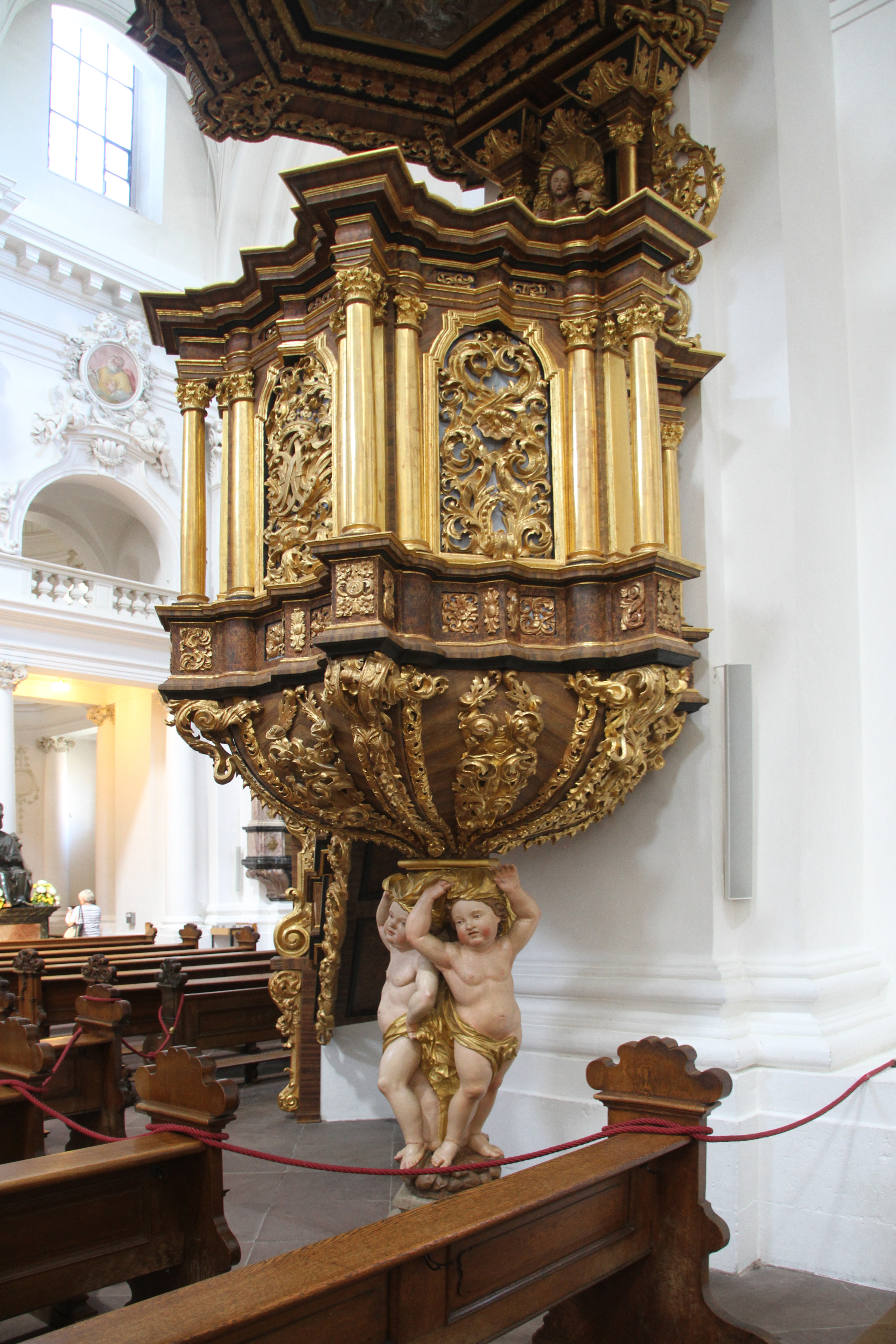
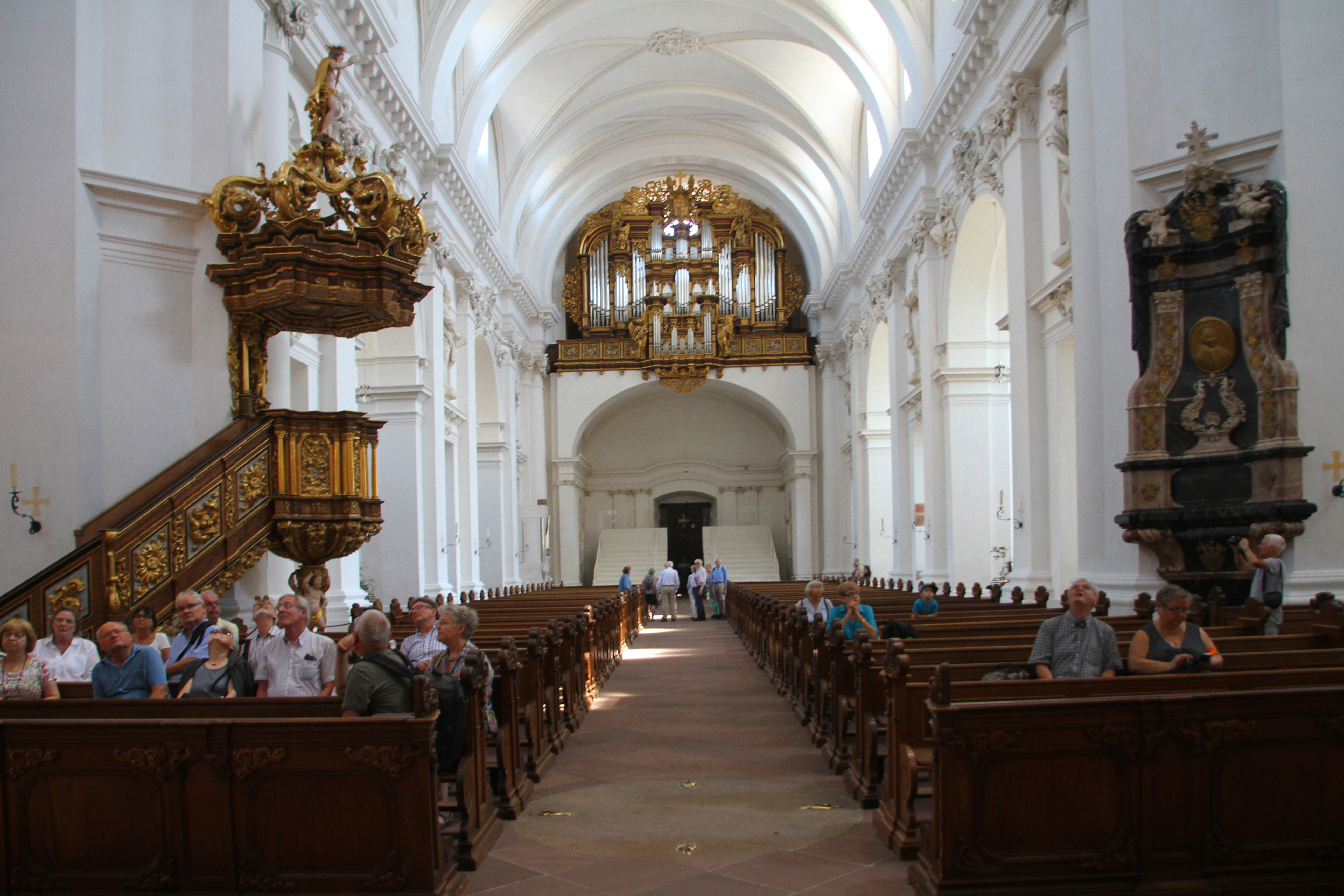
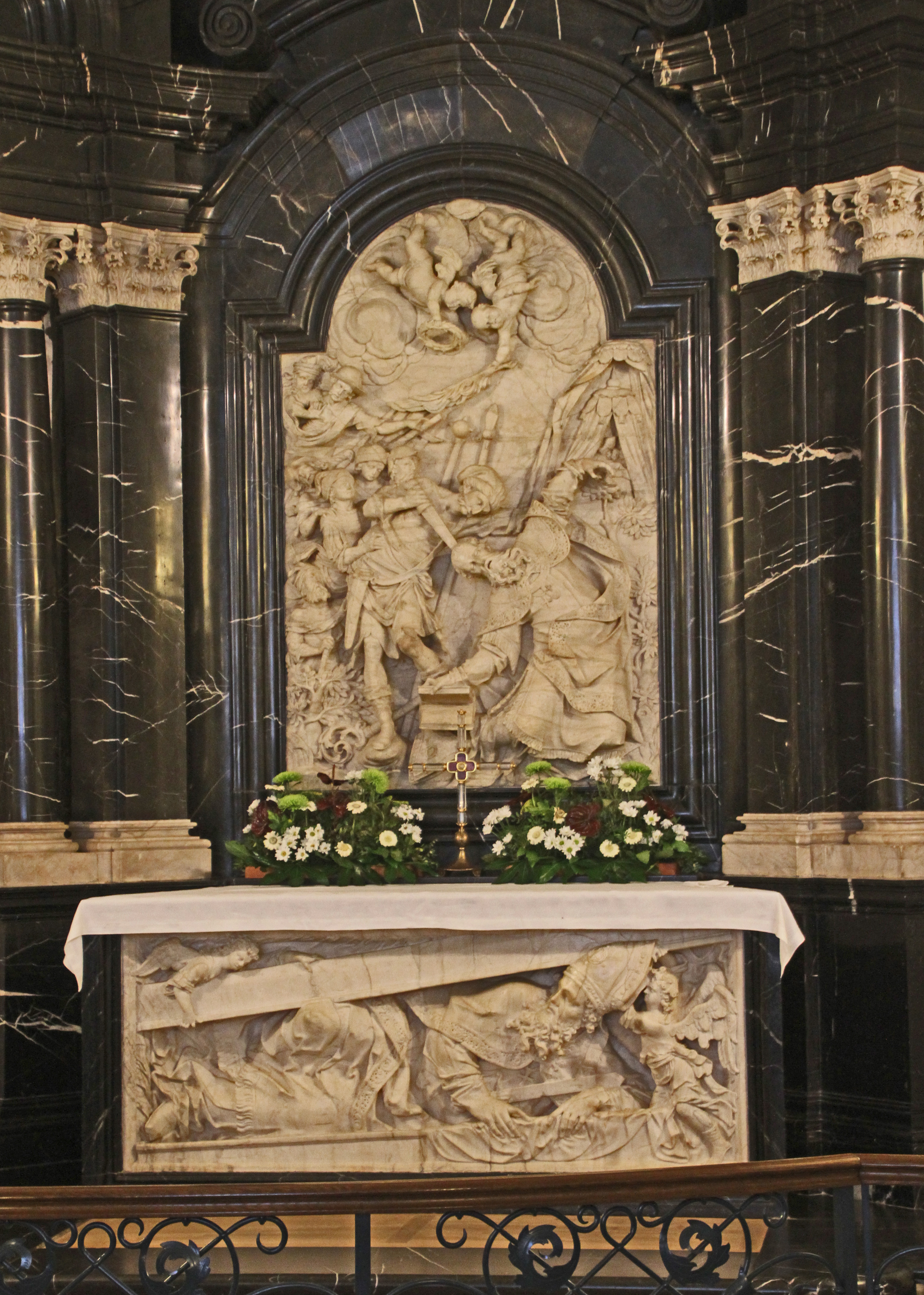
Grób Św. Bonifacego